# Bloco da Laje

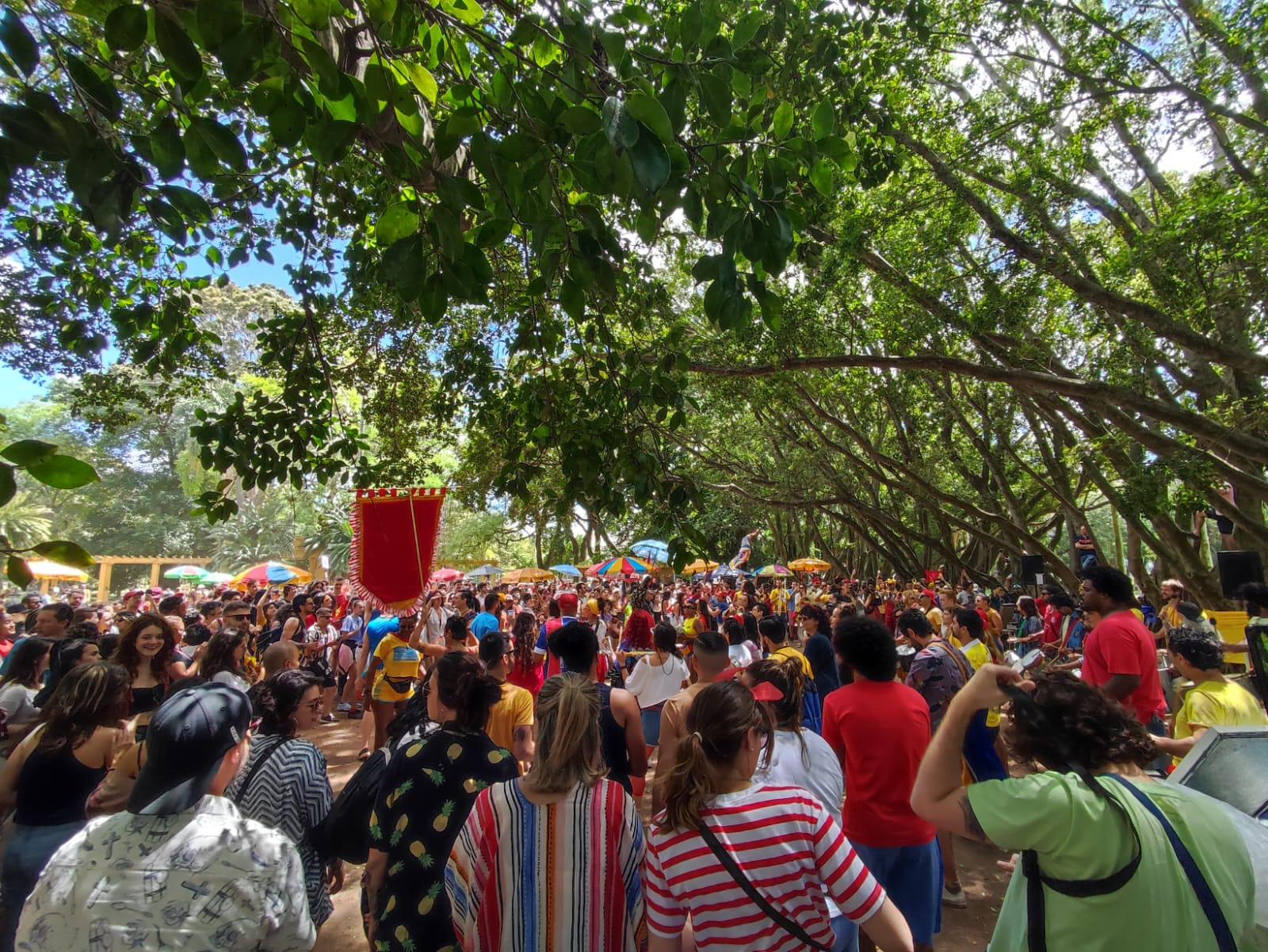
Bloco da Laje no Parque Farroupilha

O Bloco da Laje é um coletivo teatral carnavalesco que faz parte da programação do carnaval de Porto Alegre desde 2012. É conhecido por ser uma das principais atrações e pela tradição de fazer a abertura da temporada dos blocos de rua da cidade, chegando a reunir 30 mil pessoas em seus desfiles. Suas cores são o amarelo, o azul e o vermelho e seus ensaios abertos ao público ocorrem no Parque Farroupilha.
Em 2019 lançou seu primeiro disco autoral, intitulado 4 estações. O álbum foi patrocinado pelo projeto Natura Musical e recebeu financiamento da Lei de Incentivo à Cultura do Rio Grande do Sul. Entre as faixas gravadas está O Que Tu Tem Cidadão, com participação da banda Francisco, el Hombre.